# Wiktor Jarcew
Wiktor Władimirowicz Jarcew (ros. Виктор Владимирович Ярцев, ur. 1904 w Moskwie, zm. 28 stycznia 1940) – Rosjanin, radziecki polityk, działacz partyjny i funkcjonariusz służb specjalnych, I zastępca ludowego komisarza łączności ZSRR (1938-1939), major bezpieczeństwa państwowego.

## Życiorys
Do 1916 skończył 4-klasową szkołę w Moskwie, a do 1919 7-klasową szkołę moskiewską II stopnia, pracował jako pomocnik ślusarza, w latach 1919–1928 członek Komsomołu, a od grudnia 1920 RKP(b)/WKP(b). Od maja 1920 do maja 1921 żołnierz Armii Czerwonej, później instruktor Komitetu Miejskiego Komsomołu, od września 1921 do października 1922 studiował w szkole wojskowej im. Wszechrosyjskiego Centralnego Komitetu Wykonawczego (WCIK), później był inspektorem moskiewskiego trustu, następnie technikiem elektromonterem, 1930 ukończył Moskiewski Instytut Elektrotechniczny. Od lutego 1930 funkcjonariusz OGPU, od 1 października 1933 do 3 maja 1935 pomocnik szefa Oddziału I Zarządu Ekonomicznego OGPU/Wydziału Ekonomicznego Głównego Zarządu Bezpieczeństwa Państwowego, od 3 maja 1935 do listopada 1936 szef Oddziału II Wydziału Ekonomicznego Głównego Zarządu Bezpieczeństwa Państwowego, od 11 grudnia 1935 starszy porucznik bezpieczeństwa państwowego. Od listopada 1936 do 11 lipca 1937 szef Oddziału I Wydziału Kontrwywiadowczego/Wydziału III Głównego Zarządu Bezpieczeństwa Państwowego, 20 grudnia 1936 awansowany na kapitana, a 27 czerwca 1937 majora bezpieczeństwa państwowego. Od 11 lipca 1937 do 28 marca 1938 szef Wydziału XI Głównego Zarządu Bezpieczeństwa Państwowego, od 2 kwietnia do 16 listopada 1938 komisarz rządowy na Sachalinie, 11 lipca 1938 został ranny w wypadku lotniczym, po którym został odesłany na leczenie. Od 16 listopada 1938 do 16 czerwca 1939 I zastępca ludowego komisarza łączności ZSRR, 21 marca 1939 został zastępcą członka KC WKP(b). Deputowany do Rady Najwyższej RFSRR. 
W 1939 aresztowany, 28 stycznia 1940 skazany na śmierć przez Wojskowe Kolegium Sądu Najwyższego ZSRR i rozstrzelany.

## Odznaczenia
- Order Lenina (5 maja 1937)
- Medal jubileuszowy „XX lat Robotniczo-Chłopskiej Armii Czerwonej” (22 lutego 1938)
- Odznaka "Honorowy Funkcjonariusz Czeki/GPU (XV)" (15 lipca 1935)